# Gänsespiel

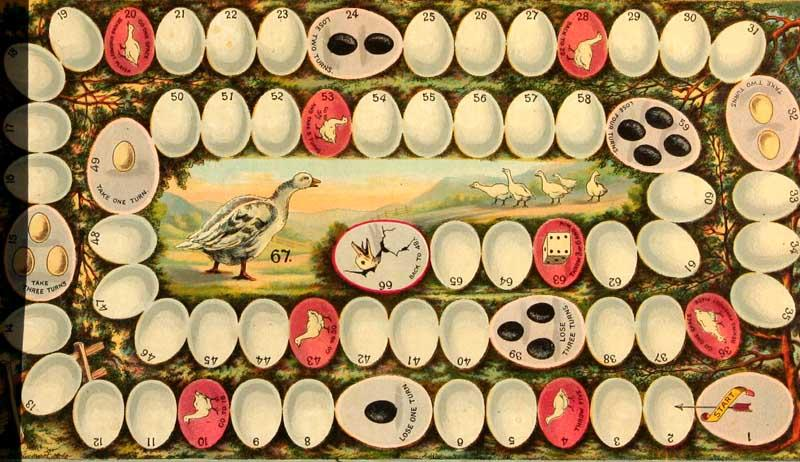
Spielplan Goosy Goosy Gander aus dem 19. Jahrhundert (McLoughlin Bros., USA)

Das Gänsespiel (englisch Game of the Goose, französisch Jeu de l’oie, italienisch Gioco dell’oca, spanisch Juego de la oca, niederländisch Ganzenbord) ist ein traditionelles Brettspiel für zwei bis sechs Spieler, das als eines der ältesten und am weitesten verbreiteten Brettspiele Europas sowie als Prototyp vieler moderner Würfel- und Laufspiele gilt.

## Ursprung und Geschichte
Der „mythologische“ Ursprung des Gänsespiels scheint weit in die Geschichte zurückzureichen. So kann man das seit 3000 v. Chr. überlieferte altägyptische Spiel Mehen (zu Deutsch „eingerollt“), dessen kreisrundes Spielbrett die Form einer eingerollten Schlange hat, als Vorläufer des Gänsespiels verstehen. Auch der berühmte Diskos von Phaistos wird bisweilen als Brettspiel im Stile eines antiken Gänsespiels interpretiert.
Den „modernen“ Ursprung des Gänsespiels, wie man es heute kennt, muss man jedoch im Europa des 15. Jahrhunderts bis 16. Jahrhunderts ansiedeln. So lautet eine Theorie, dass es erstmals im Jahre 1471 in Deutschland in Erscheinung getreten sei. Belegt ist, dass um das Jahr 1580 Francesco de’ Medici aus Florenz dem spanischen König Philipp II. eine besonders edel ausgestaltete Version des Spiels schenkte. Eine Theorie besagt, dass das Spiel seinen Ursprung im Templerorden hat und den Pilgerweg nach Santiago de Compostela im Königreich Galicien darstellt. Das Spiel erfreute sich am Hofe großer Beliebtheit und verbreitete sich in der Folge über ganz Europa. So lässt sich im Jahre 1597 ein gewisser John Wolfe in London das Spiel unter dem Titel The newe and most pleasant game of the Goose registrieren. Im 17. Jahrhundert war es vor allem in Spanien, Frankreich, Italien und den Niederlanden sehr populär und es wurde nicht selten auch um hohe Einsätze gespielt.
Ende des 19. Jahrhunderts wandelte sich das Spiel zum „harmlosen“ Kinderspiel. Zu dieser Zeit kamen auch die ersten kommerziellen Versionen des Gänsespiels auf, das bis in die Gegenwart in immer neuen Auflagen erschienen ist.

## Das Spiel

### Ausstattung
Für das Spiel werden der Spielplan mit den 63 spiralförmig angeordneten Feldern, zwei sechsseitige Würfel sowie eine der Anzahl der Spieler entsprechende Menge Spielsteine – meist in Gänseform – verwendet.

### Spielregeln
Alle Spieler starten von Feld 1 am äußeren Rand des Spielbretts, würfeln reihum mit zwei Würfeln (üblicherweise beginnt der jüngste Spieler) und rücken ihre Gänse (Spielsteine) die entsprechende Anzahl von Feldern Richtung Ziel in der Mitte vor. Häufig wird auch mit nur einem Würfel gespielt. Wer als erster den „Gänsegarten“ (Feld 63) erreicht, hat gewonnen. Dabei kommt es jedoch darauf an, dieses Feld exakt zu erreichen – wer eine höhere Zahl würfelt, muss zum Anfang zurückkehren und die überzähligen Schritte von hier aus erneut loslaufen. Variante beim Jeu de Marine: Hier muss man die überzähligen Würfelaugen vom Ende wieder "zurücksegeln". Landet eine Gans am Ende ihres Zuges auf einem der Spezialfelder, d. h. einem Gänse- oder Ereignisfeld, gelten folgende Sonderregeln, die sich von Spielvariante zu Spielvariante oder Land zu Land leicht unterscheiden können:

### Spezialfelder

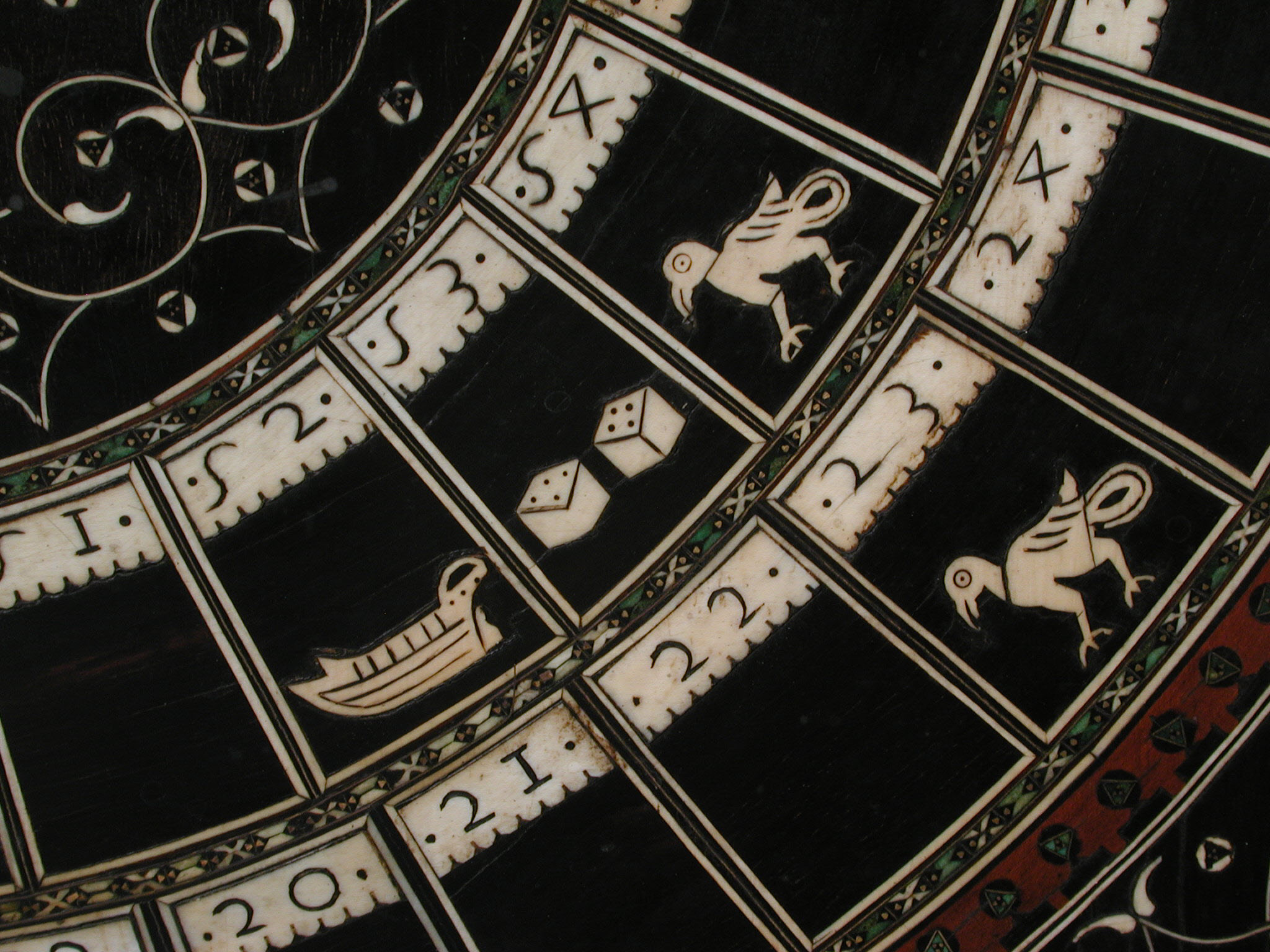
Ausschnitt eines Spielbretts aus dem 16. Jahrhundert mit einigen Spezialfeldern

- Die Gänsefelder (Felder 5, 9, 14, 18, 23, 27, 32, 36, 41, 45, 50, 54 und 59): Eine Gans, die auf eines dieser Felder kommt, darf die gewürfelte Augenzahl noch einmal weiterziehen. Gelangt sie dabei wiederum auf ein Gänsefeld, darf sie abermals vorrücken usw.
- Die Brücke (Felder 6 und 12): Landet eine Spielfigur auf Feld 6, so kann sie direkt zu Feld 12 weiterziehen, landet sie umgekehrt auf Feld 12, muss sie sofort zu Feld 6 zurückkehren. In beiden Fällen darf anschließend noch einmal gewürfelt werden.
- Die Herberge (Feld 19): Eine Runde aussetzen.
- Der Brunnen (Feld 31): Wer auf diesem Feld landet, muss so lange aussetzen, bis eine andere Gans genau auf diesem Feld zu stehen kommt und ihrerseits in den Brunnen fällt, während die gerettete Gans wieder normal weiter ziehen darf.
- Die Würfel (Felder 26 und 53): Landet eine Gans auf Feld 26, so kann sie direkt zu Feld 53 weiterziehen, landet sie umgekehrt auf Feld 53, muss sie sofort zu Feld 26 zurückkehren. In beiden Fällen darf anschließend noch einmal gewürfelt werden.
- Das Labyrinth (Feld 42): Zurückkehren zu Feld 30.
- Das Gefängnis (Feld 52): Drei Runden aussetzen.
- Der Tod oder Der Fuchs (Feld 58): Die Gans des Spielers wird getötet und muss in der nächsten Runde auf Feld 1 neu anfangen.

## Symbolik
Vielen Elementen und Aspekten des Gänsespiels lassen sich symbolische oder mystische Bedeutungen zuweisen:
- Die Spirale gilt seit Urzeiten als Sinnbild der Unendlichkeit und Unsterblichkeit.
- Die Abfolge der Felder kann als Abbild des menschlichen Lebensweges interpretiert werden, der von einem ungewissen Schicksal bestimmt wird und auf dem sich Glück und Pech, Vor und Zurück, Gewinn und Verlust stetig abwechseln.
- Das Zielfeld des Spiels, der sogenannte „Gänsegarten“, kann als Vision des Paradieses verstanden werden.
- Darüber hinaus lassen sich im Gänsespiel Verbindungen zum Bereich der Zahlenmystik erkennen: So galt das 63. Jahr im Altertum als das gefährlichste im Leben eines Menschen, jedes weitere Lebensjahr als ein Geschenk der Götter. Auch ist es vermutlich kein Zufall, dass die Quersumme der Nummer des „Todesfeldes“ 58 die Unglückszahl 13 ergibt.[9]

## Varianten
Im Laufe der Jahre sind unzählige Varianten des Gänsespiels entstanden, die sich vor allem in der Thematik und in der Ausgestaltung des Spielplans voneinander unterscheiden, während die spiralförmige Anordnung der 63 Spielfelder und die Position der Spezialfelder meist gleich ist.

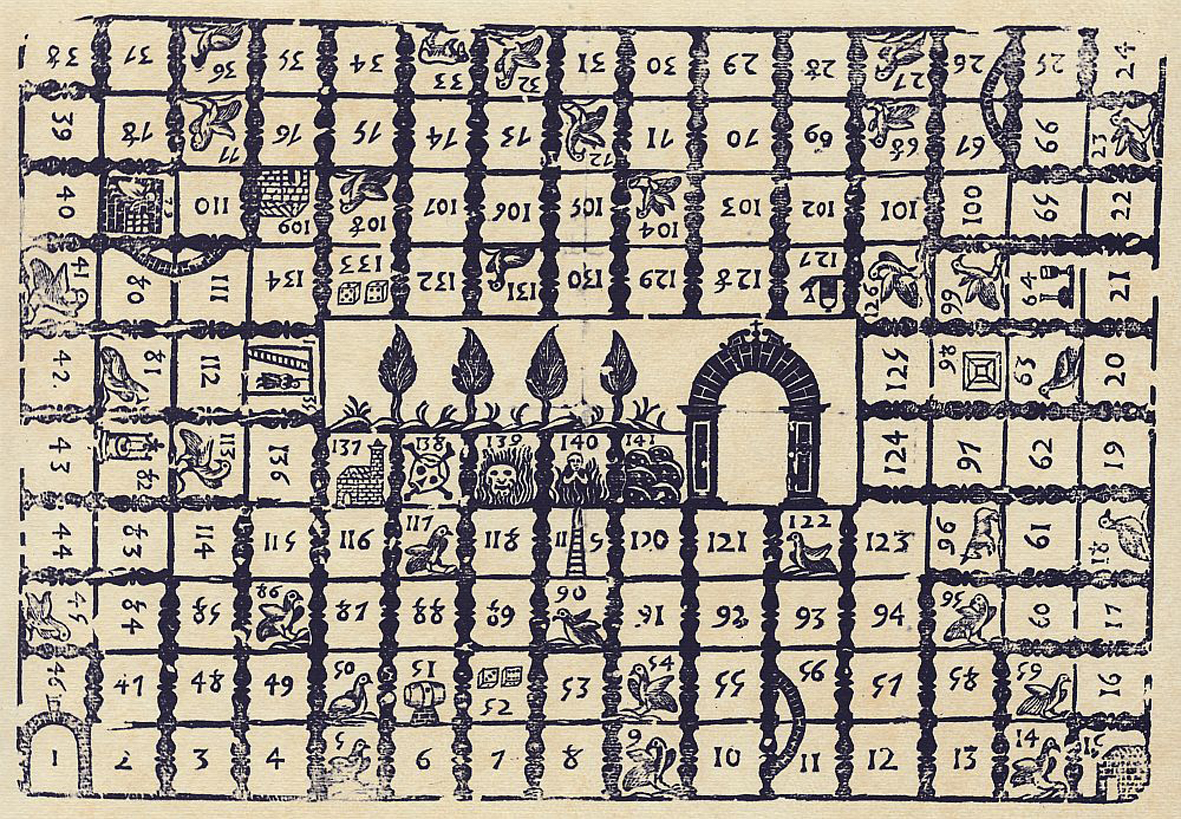
17. Jahrhundert Juego de la Oca (Spanien)
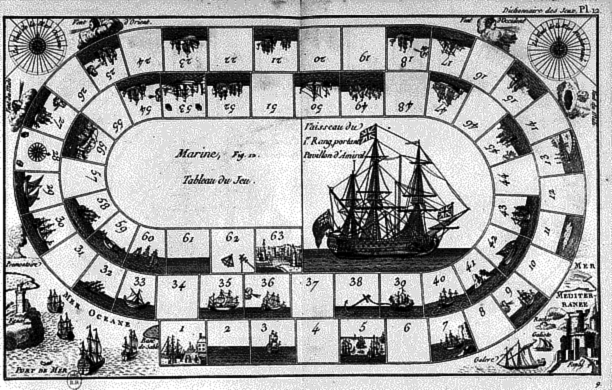
1792 Jeu de Marine (Frankreich)
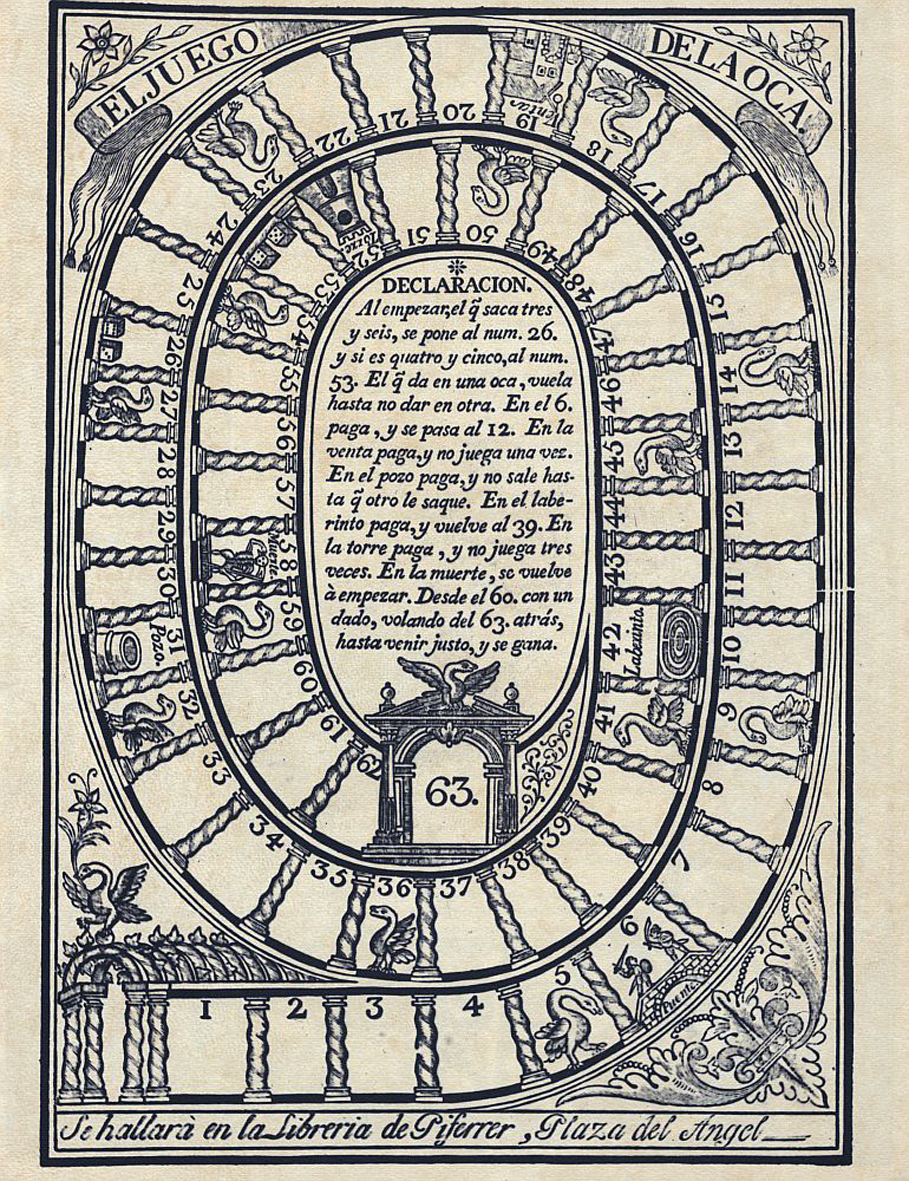
19. Jahrhundert Juego de la Oca (Spanien)
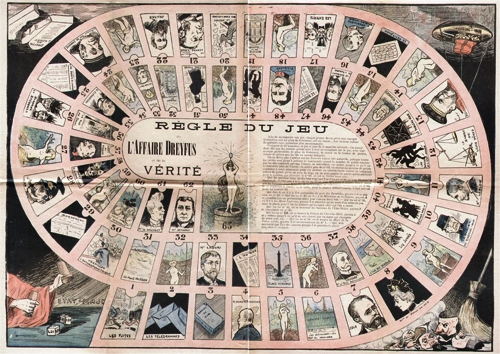
1898 Jeu de l’affaire Dreyfus et de la vérité (Frankreich)
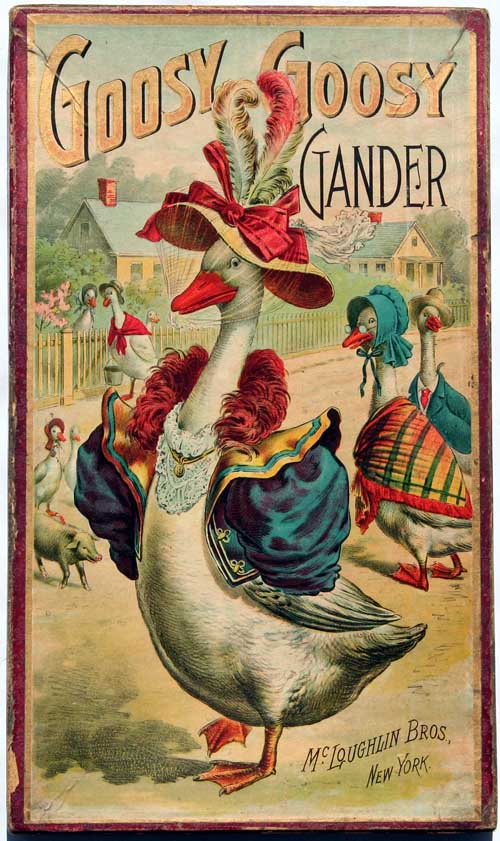
19. Jahrhundert, Cover Goosy Goosy Gander (McLoughlin Bros., USA)
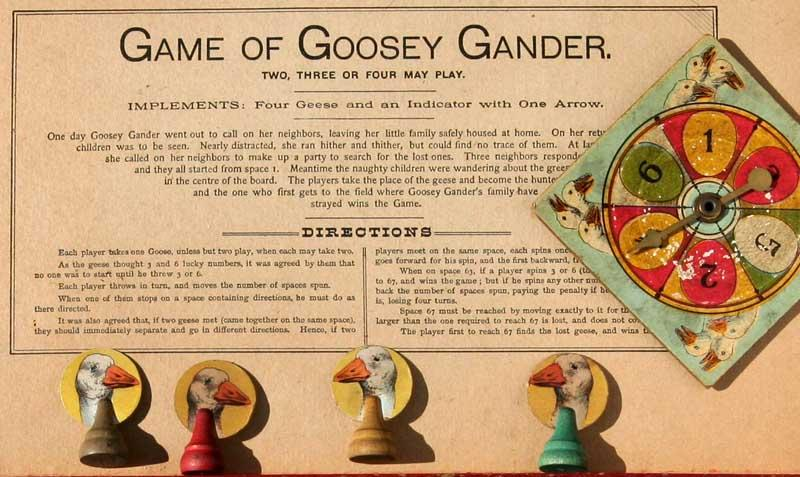
19. Jahrhundert, Spielregeln Goosy Goosy Gander (McLoughlin Bros., USA)
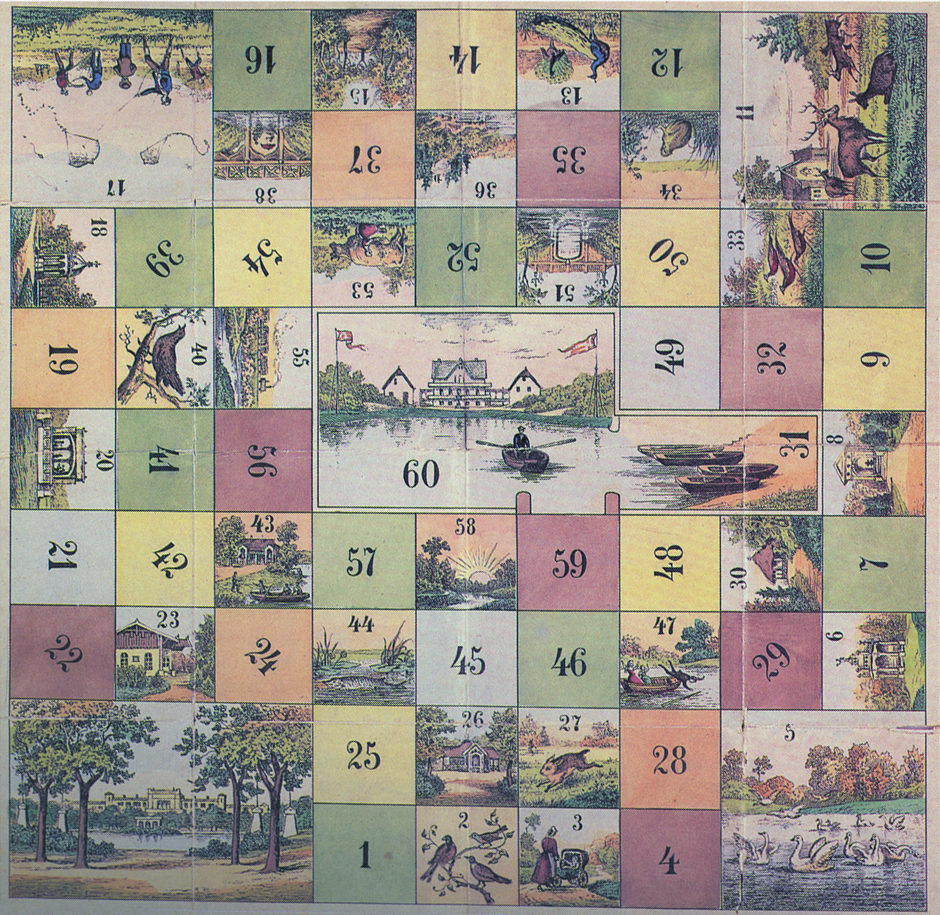
1884 Das Bürgerpark-Würfelspiel (Verlag Carl Rocco, Deutschland)

## Trivia
- Auf dem Jakobsplatz in Logroño gibt es ein großes Bodenmosaik, das die Felder des Gänsespiels den Stationen des Jakobsweges zuordnet.
- Johann Wolfgang von Goethe lässt sich im 19. Jahrhundert von diesem Spiel zu dem Gedicht Das Leben ist ein Gänsespiel inspirieren.[10]
- In seinem 1899 erschienenen Roman Das Testament eines Exzentrischen verwandelt Jules Verne die USA in ein riesiges Gänsespiel, in dem die Spieler gegeneinander um die Wette laufen, um eine große Erbschaft zu gewinnen.
- In Spanien und Italien war das Gänsespiel in den 1990er Jahren unter dem Namen El gran juego de la oca bzw. Il Grande Gioco Dell’Oca (zu Deutsch „Das große Gänsespiel“) Vorlage für Fernsehshows.